# Wanda Stanisławska-Lothe

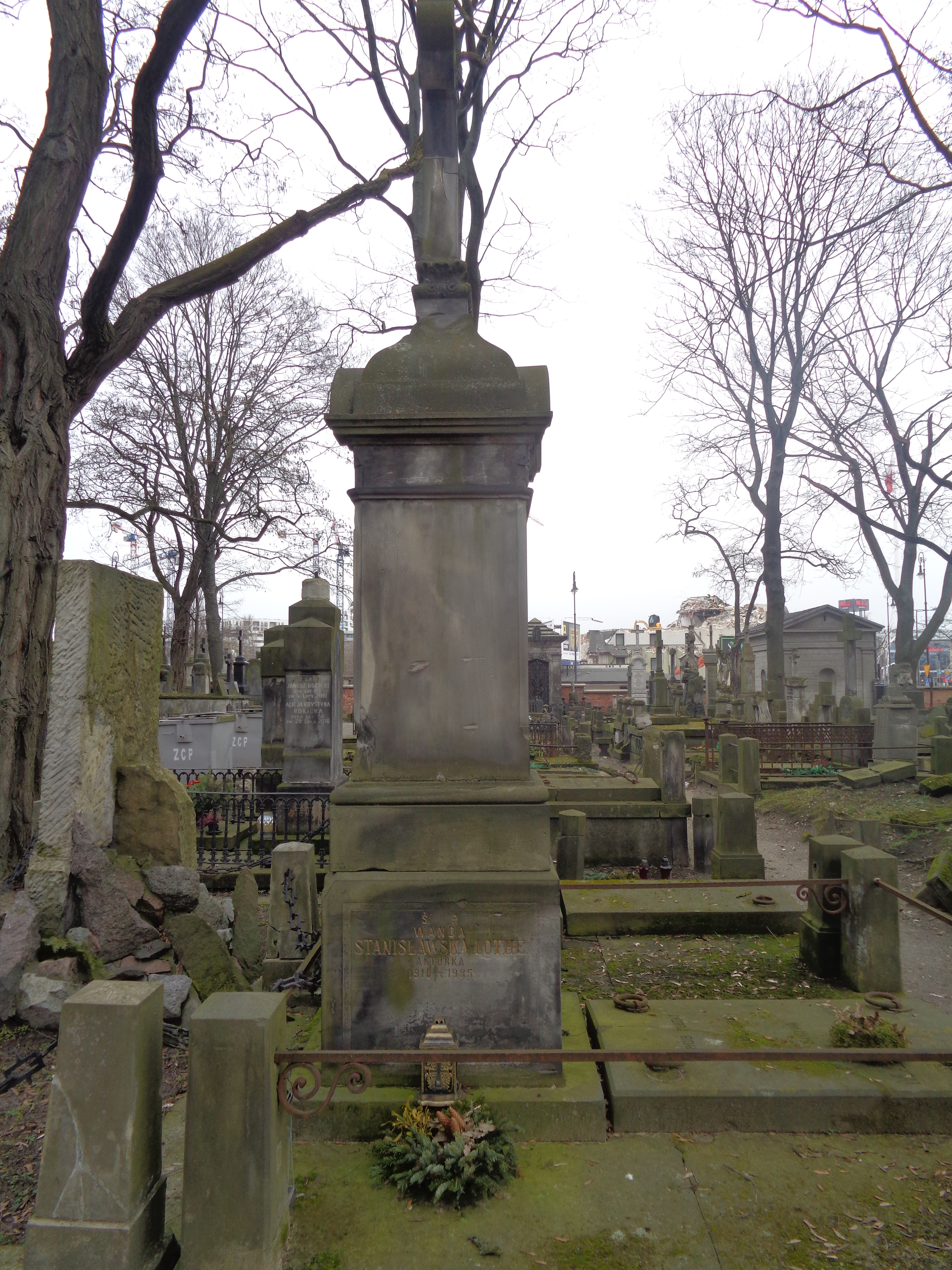
Grób Wandy Stanisławskiej-Lothe na cmentarzu Powązkowskim

Wanda Stanisławska-Lothe, znana również jako Wanda Lothe-Stanisławska, Wanda Stanisławska (według różych źródeł ur. 22 czerwca 1908 w Warszawie lub 1910 w Wilnie, zm. 6 listopada 1985 w Warszawie) – polska aktorka teatralna i filmowa. 

## Życiorys
Była córką Adama Ignacego Stanisławskiego, prawnika i sędziego Sądu Apelacyjnego w Warszawie i literatki Wandy Aleksandry Stanisławskiej z domu Kamockiej. Siostrą jej babki była Maria Konopnicka
Ukończyła seminarium nauczycielskie im. Królowej Jadwigi w Wilnie, a następnie studiowała rok na Wydziale Humanistycznym Uniwersytetu Stefana Batorego w Wilnie. W lipcu 1930 uzyskała aktorskie uprawnienia zawodowe, zdając egzamin przed Komisją Eksternistyczną Związku Artystów Scen Polskich (ZASP) w Warszawie. W czasie II wojny światowej mieszkała w Wilnie.
Występowała w teatrach:
- Teatr na Pohulance w Wilnie (1928–1930)
- Teatr Ziemi Pomorskiej w Toruniu (1934–1935)
- Teatr Nowy w Poznaniu (1935–1936)
- Teatr Polski w Katowicach (1936–1939)
- Teatr Miejski w Olsztynie (1945–1946)
- Teatr Polski w Bielsku-Białej (1946–1947, 1948–1949)
- Miejskie Teatry Dramatyczne w Krakowie (1947–1948)
- Teatr Wybrzeże w Gdańsku (1949–1958, 1959–1961, 1964–1968)
- Teatr Powszechny w Łodzi (1958–1959)
- Teatr W.P. Miniatury w Warszawie (1961–1963)
- Teatr im. Aleksandra Węgierki w Białymstoku (1963–1964)
- Teatr Klasyczny w Warszawie (1968–1977)
- Teatr Ziemi Mazowieckiej w Warszawie (1977–1983)

Ponadto wystąpiła w kilkunastu rolach w spektaklach Teatru Telewizji. Wystąpiła m.in. w roli Nory w spektaklu „Nie trzeba krzykiem zagłuszać ciszy nocy” (1966) i Małgorzaty w spektaklu „Kartoflany król” (1982).
Została pochowana na Starych Powązkach (kwatera 178-5-30/31).

### Życie prywatne
W 1940 wyszła za mąż za Tadeusza Lothe. Z tego małżeństwa miała córkę Jolantę, która została aktorką.

## Filmografia
- 1956: Nikodem Dyzma – dama z towarzystwa
- 1968: Molo – matka chrzestna statku
- 1969: Polowanie na muchy
- 1970: Dzięcioł – sąsiadka Stefana
- 1970: Rejs – Krysia, żona Mamonia
- 1971: Kłopotliwy gość – strachliwa sąsiadka Piotrowskich
- 1971: Wiktoryna, czyli czy pan pochodzi z Beauvais? – pani Sevignac
- 1973: Żółw – prezesowa
- 1974: S.O.S. – pani Gizela (odc. 4)
- 1975: Partita na instrument drewniany – handlarka
- 1976: Bezkresne łąki – matka Henryka
- 1976: Polskie drogi – wróżka Honorata, współpracowniczka Gestapo (odc. 6)
- 1976: Zagrożenie – sąsiadka Steiner
- 1977: Granica – starsza pani w salonie Kolichowskiej
- 1977: Noce i dnie – gość na przyjęciu u Woynarowskiego (odc. 11)
- 1978: Bez znieczulenia – członek redakcji
- 1978: Co mi zrobisz, jak mnie złapiesz – żona Kazia, klienta w delikatesach
- 1978: Układ krążenia – Maria Tomalowa (odc. 2)
- 1981: Filip z konopi – ambasadorowa Buzowska
- 1982: Punkty za pochodzenie – przewodnicząca komisji egzaminacyjnej w szkole teatralnej
- 1984: Kobieta w kapeluszu – Zielińska

Źródło.

## Odznaczenia
- Krzyż Kawalerski Orderu Odrodzenia Polski (1967)[2]
- Złoty Krzyż Zasługi (1955)[6]